# Wekerle Sándor (miniszterelnök)

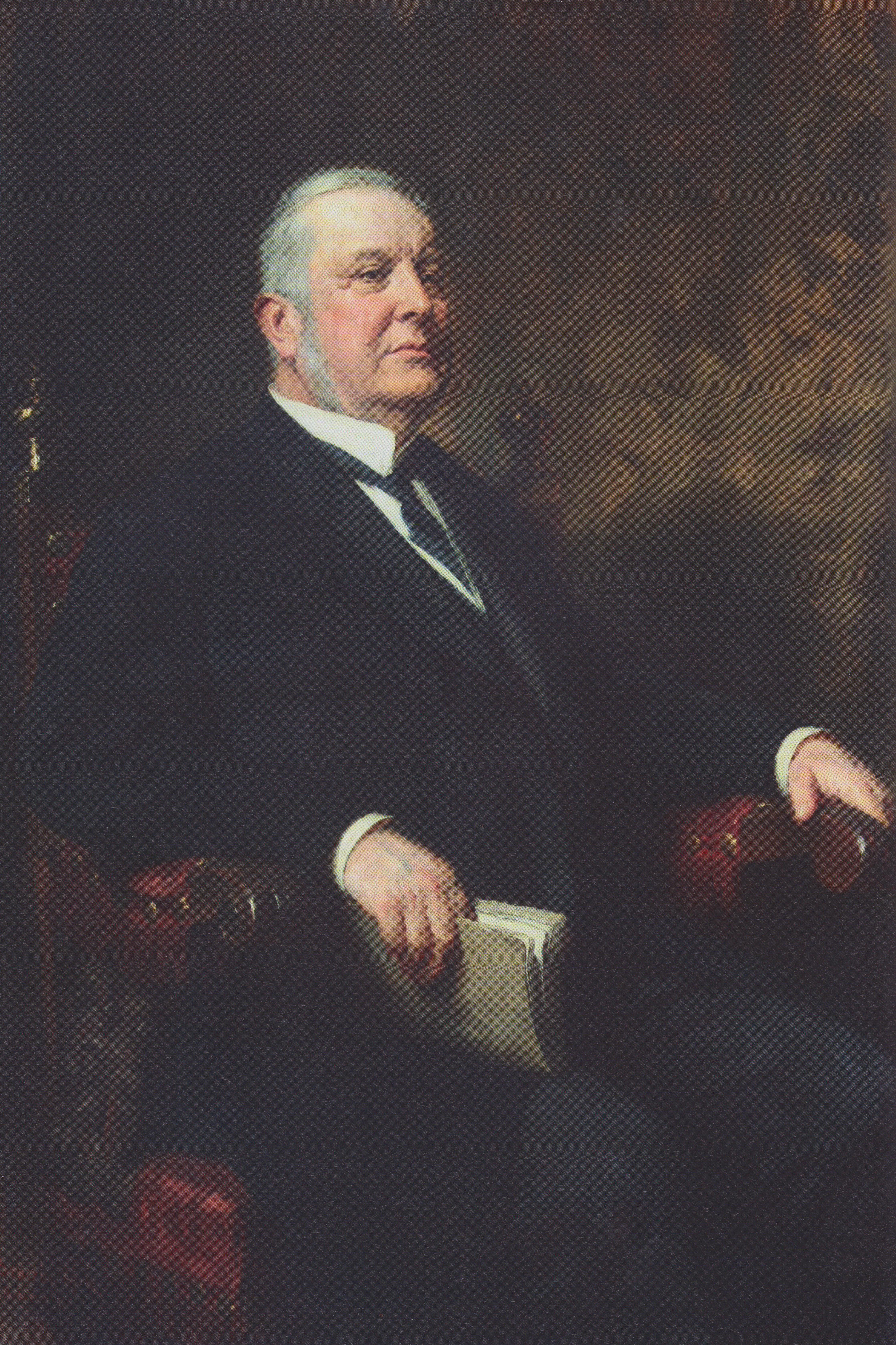
Benczúr Gyula festménye (1911)

Idősebb Wekerle Sándor (Mór, 1848. november 14. – Budapest, 1921. augusztus 26.) magyar jogász, politikus, szabadkőműves, előbb a Szapáry-kormány pénzügyminisztere, majd a Magyar Királyság miniszterelnöke először a Szabadelvű Párt színeiben 1892 és 1895 között, majd kétszer az Országos Alkotmánypárt színeiben 1906 és 1910, valamint 1917 és 1918 között. A Magyar Tudományos Akadémia tagja, egyúttal ő volt az első polgári származású magyar miniszterelnök. Nevét őrzi a pénzügyminisztersége alatt kezdeményezett kispesti lakónegyed, a Wekerletelep is. Halálának 90. évfordulóján – 2011-ben – Móron állították fel egész alakos köztéri emlékművét.

## Élete

### Életpályája

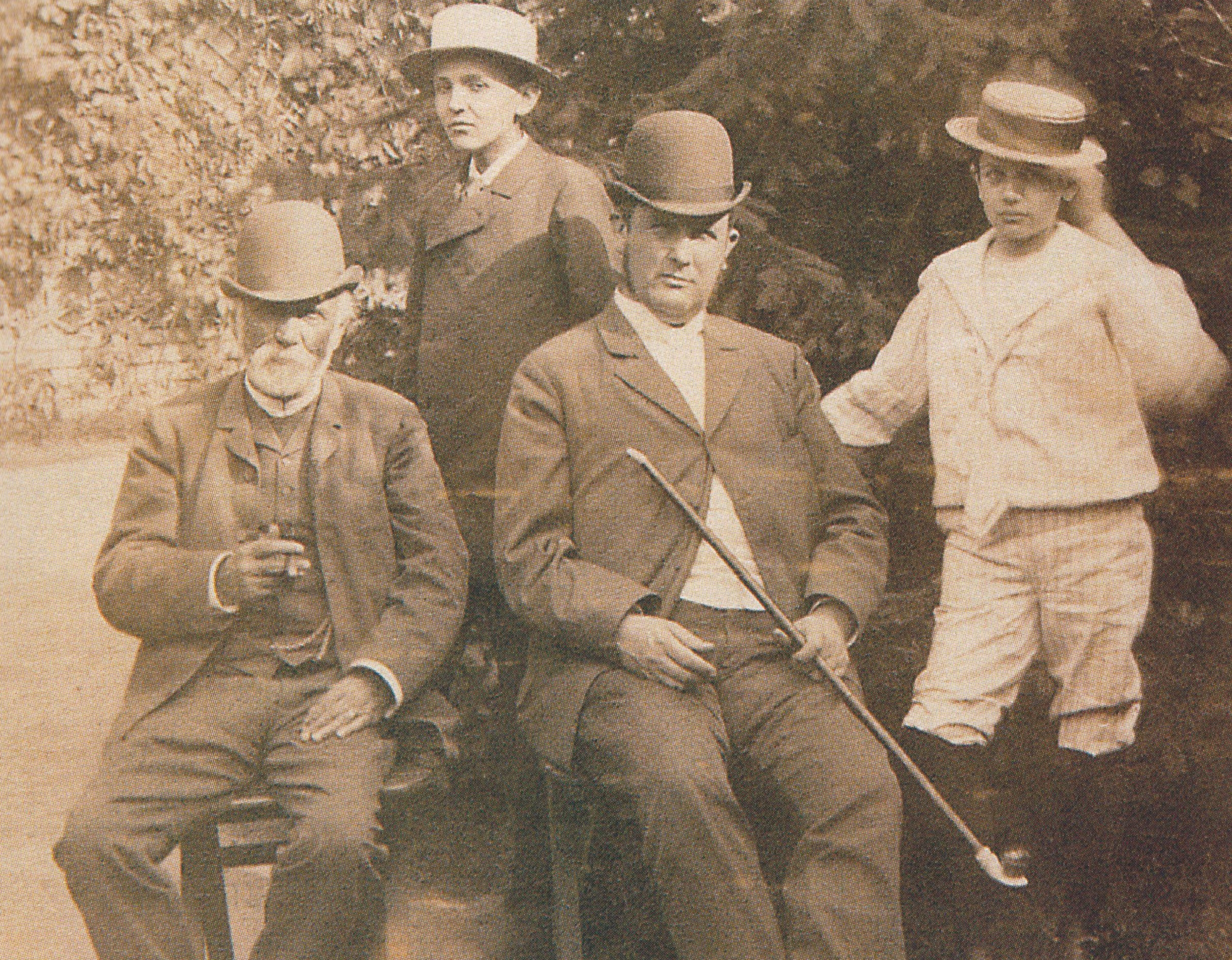
Wekerle családjával 1893 körül

Württembergi eredetű sváb polgári családból származott. Édesapja Wekerle Sándor (1811–1890), édesanyja Szép Antónia. Édesapja a Lamberg család jószágigazgatója volt. Elsőszülött fia, ifj. Wekerle Sándor még apja életében országgyűlési képviselő, majd az 1920-as évek végén a Bethlen-kormányban pénzügyminiszer lett. Wekerle Sándor állami tisztségei betöltése mellett maga is gazdálkodott, birtokait a kor legjobb színvonalán gépesítette, ezeken malmot, szeszgyárat és villanytelepet is létesített.
Székesfehérvárott, a Ciszterci Szent István Gimnáziumban végezte középiskolai tanulmányait, majd Pesten szerzett jogi diplomát. 1870-től a Pénzügyminisztériumban dolgozott, majd Tisza Kálmán kormányában, 1886-tól pénzügyi államtitkár, 1889. április 9-étől 1892. január 15-éig pénzügyminiszter, 1892. május 10-étől július 16-áig kereskedelemügyi miniszter.
1892. november 17-étől 1895. január 14-éig miniszterelnök, 1896. november 30-ától 1906. április 8-áig közigazgatási bírósági elnök. Utóbbiból kifolyólag a felsőháznak is a tagja lett, így több választáson (ideértve az esedékes 1896-os választásokat is) nem indult egészen az 1906-os választásokig.
Az 1905–1906-os magyarországi belpolitikai válság hatására személye megint az előtérbe került, a király többször is kért tőle tanácsot, a válságot lezáró megállapodás eredményeként pedig 1906. április 8-ától 1910. január 17-éig másodszor miniszterelnök, immár a szövetkezett ellenzék színeiben (kinevezése napján belépett az Országos Alkotmánypártba), s egyúttal saját kormányában pénzügyminiszter (végig), honvédelmi miniszter április 14-éig és április 23-áig egyúttal horvát–dalmát–szlavón tárca nélküli miniszter is. Később, 1909. szeptember 23-ától az 1910-es választásokig igazságügy-miniszter is.
1917. augusztus 20-tól 1918. október 30-ig harmadszor volt miniszterelnök, ez idő alatt stabil kormánypártot akart létrehozni, ezért megalakította a 48-as Alkotmánypártot. 1917. szeptember 16-ától 1918. február 11-ig pénzügyminiszter, 1918. január 25-től február 11-ig földművelésügyi miniszter, 1918. május 8-ától október 31-ig belügyminiszter, 1920-tól a Közművelődési Tanács, 1921. április 16-ától haláláig az Országos Pénzügyi Tanács elnöke volt.
A második miniszterelnöksége (1906–1910) alatti ciklusban fia, ifj. Wekerle Sándor is országgyűlési képviselő volt az Országos Alkotmánypárt színeiben.
Wekerle Sándor volt az első magyar miniszterelnök, aki vagyon és összeköttetések nélkül – saját tudásának és felkészültségének köszönhetően – jutott el a legmagasabb kormányzati tisztségbe. Az Osztrák-Magyar Monarchia reálpolitikusa volt, széles körű, európai műveltséggel és látásmóddal. A demokratikus haladásért, a gazdasági fejlődéséért, a nemzeti célokért és a népjólétért küzdött, ezért nagy népszerűségnek örvendett a középosztály és a munkásság körében is. A fővároson kívül több vidéki nagyváros is díszpolgárává választotta. Pénzügyi-közgazdasági tehetségét, szakmai és politikusi teljesítményét kortársai Európa-szerte elismerték.

### Házassága és gyermekei
1877. szeptember 17.-én a budapest-belvárosi főplébániatemplomban kötött házasságot a nemesi származású parnói Molnár Gizella (Baracs, 1856. november 17. – Nyáregyháza, 1936. június 20.), kisasszonnyal, akinek a szülei parnói Molnár István (1825–1907), a főrendiház tagja, Zemplén vármegye főispánja és nyéki Nyéky Leona (1836–1894) asszony voltak. A menyasszony anyai nagyszülei nyéki Nyéky Albert (1803–1858), földbirtokos és zombori Rónay Anna (1802–1889) asszony voltak. Wekerle Sándor és parnói Molnár Gizella frigyéből született:
- Wekerle Sándor Tivadar Pongrác (Budapest, 1878. június 26. – Budapest, 1963. december 23.), akadémiai oktató, gazdaságpolitikus, országgyűlési képviselő, pénzügyminiszter. Felesége csákói Geist Mária Lujza Erzsébet (Budapest, 1886. július 17. – Budapest, 1977. március 7.).
- dr. Wekerle Géza (Budapest, 1894. november 15. – Budapest, 1971. február 18.), jogász, honvéd huszárezred. tartalékos hadnagy.[8] Felesége kezdivásárhelyi Vásárhelyi Erzsébet (1893. április 26. – Nyáregyháza, 1963. február 2.).[9]

## Munkássága

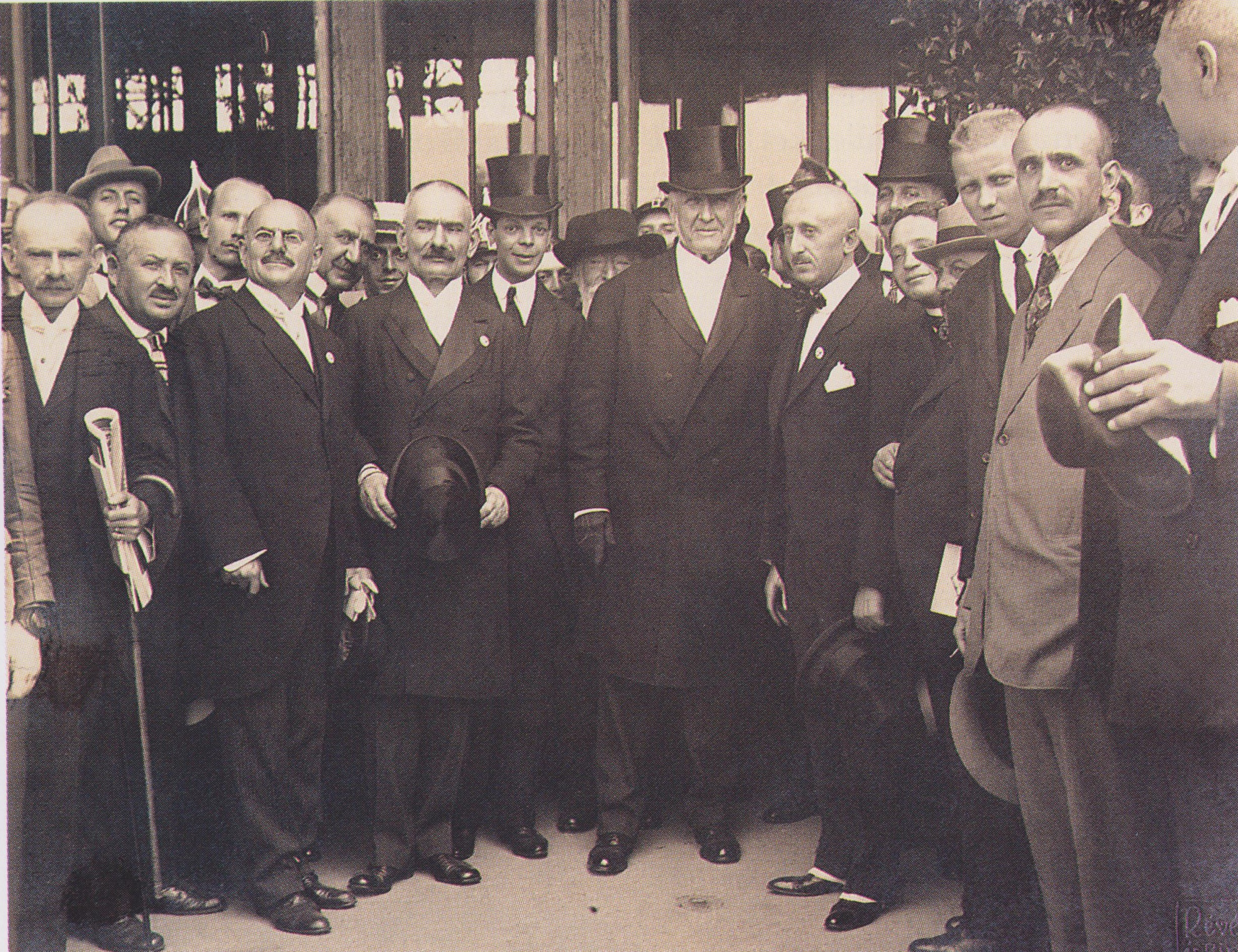
Wekerle 1918 augusztusában a Keleti Vásár megnyitóünnepségén

Nevéhez fűződik az aranyvaluta bevezetése 1892-ben. Első miniszterelnöksége idején hozta meg az Országgyűlés az úgynevezett egyházpolitikai törvényeket. Wekerle a kötelező polgári házasságra vonatkozó törvényjavaslat elutasítása miatt nyújtotta be lemondását. 1906. április 8-án alakított koalíciós kormányt a Fejérváry-kormány bukása után. Kormányának bukása után (1910. január 17.) – részben cukorbaja miatt is – egy időre visszavonult a politikai élettől.
Harmadik kormánya 1917. augusztus 20-án alakult, már az Osztrák–Magyar Monarchia szétesésének időszakában működött. Az utolsó magyar király, IV. Károly választójogi könnyítéssel, a nemzetiségeknek szánt engedményekkel próbálta egyben tartani a monarchiát. Ezek a kísérletek azonban 1918. október 30-án az őszirózsás forradalom alatt végleg kudarcba fulladtak. Nevéhez fűződik Kispest városrészének, a Wekerletelepnek a létrehozása.
1887–1896, 1906–1910, 1917–1918 és 1920–1921 között országgyűlési, illetve nagygyűlési képviselő, valamint 1914-től a Magyar Tudományos Akadémia igazgatója, 1918-tól tiszteleti tagja.
Az első magyar kormányfő, aki háromszor is kormányt alakíthatott Magyarországon. Rajta kívül csak Nagy Imre és Orbán Viktor alakított ennyiszer kabinetet.

## Történelmi emlékezete és kultusza
A halála után bekövetkezett politikai változások miatt Magyarországon Wekerle Sándor érdemei sem a két világháború között, sem az 1945 utáni korszakban nem kaptak méltó elismerést.
Az 1990. évi rendszerváltást követően a történészek és a pénzügyi-közgazdasági szakemberek, majd a politikusok is szélesebb körben is újraértékelték, méltatták államférfiként és pénzügyi szakemberként felmutatott teljesítményét. 2006-ban vette fel nevét a Wekerle Sándor Üzleti Főiskola. A kispesti Wekerletelepen civil kezdeményezésre 2008-ban állították fel első köztéri szobrát. 2011-2012-ig Wekerle Sándor Alapkezelő néven működött a Közigazgatási és Igazságügyi Minisztérium pályázati forráskezelő intézménye. A Nemzetgazdasági Minisztérium 2012-ben Wekerle-terv néven hirdette meg a magyar gazdaság Kárpát-medencei léptékű növekedési stratégiáját.
Móron emlékezete megőrzését kezdetben lokálpatrióta értelmiségiek karolták fel. Szülőházán a városi könyvtár akkori vezetője kezdeményezésre 1988-ban emléktáblát helyeztek el, majd 1992-ben megalapították a Wekerle Sándor Egyesületet. 1990-ben az első szabadon választott önkormányzattól a város egyik főutcája is visszakapta a Wekerle Sándor nevet. 1993-ban az önkormányzat posztumusz díszpolgári címet adományozott részre. A 2002-ben megépült modern móri szabadidőközpont is Wekerle Sándor nevét viseli.
2011-ben civil kezdeményezésre – Mór város politikai vezetése, a civil szervezetek, a gazdasági szereplők és a lakosság példaértékű összefogásával – a Wekerle Emlékév keretében állították fel egész alakos köztéri emlékművét. Az impozáns bronz szobor Nagy Benedek móri művész alkotása, amely Wekerle egykori szülőháza közelében a megújult Erzsébet téren található. 2014-ben avatták fel a Lamberg-kastély földszintjén a Wekerle-kiállítást, amelyben a nagy politikus után megmaradt levéltári anyagok, életrajzi és kortörténeti tablók láthatók. A Wekerle Emlékévet és a szoborállítást koordináló emlékbizottság tagjainak egy része magánszemélyként 2012-ben megalapította a Wekerle Sándor Életművét Gondozó Kulturális és Tudományos Alapítványt. Az alapítvány Mór város vezetésével és a civil szervezetekkel, hagyományőrzőkkel együttműködve ünnepségek és rendezvények szervezésével, díjak alapításával, népszerűsítő kiadványok és könyv megjelenítésével terjeszti és őrzi a nagy államférfi történelmi emlékezetét és példáját, honlapja a wekerlealapitvany.hu cím alatt érhető el.

## Művei
- Die passive Handelsbilanz; Manzsche-Buchhandl, Wien, 1913
- A háború gazdasági következményei; Pallas, Bp., 1915 (Hadi beszédek)
- Wekerle Sándor beszédei; Középeurópai Közgazdasági Egyesület, Bp., 1918

## Történészi kutatások
Wekerle Sándor különleges történelmi alakját, rendhagyó életpályáját a dualizmus időszakát kutató történészek is érdekesnek, napjainkig ható tanulságokkal szolgálónak találták, a rendszerváltás után szakfolyóiratokban, népszerű történelmi magazinokban több cikkben is bemutatták, elemezték tevékenységét. Szakmaiságát és alaposságát tekintve kiemelkedő Kárbin Ákos történész ilyen tárgyú munkássága, aki a családi hagyatékban is végzett kutatást és szakértőként közreműködött a Móron megvalósult Wekerle kiállítás összeállításában.
PhD Dr. Kárbin Ákos részéről a Wekerle kutatás során nyilvánosan közreadott munkák és írások:

### Kéziratok
- Wekerle és a valutareform. Eszterházy Károly Főiskola, Eszterházy Károly Főiskola, TDK dolgozat. Eger, 2008
- Wekerle Sándor első miniszterelnöksége. Különös tekintettel az egyházpolitikai küzdelmekre. Eszterházy Károly Főiskola, Egyetemi Szakdolgozat, Eger, 2009
- Wekerle Sándor és az Osztrák–Magyar Monarchia valutareformjának kezdeti lépései, 1889–1893. Döntéshozatal és megvalósítás. PhD Disszertáció. Eötvös Loránd Tudományegyetem, Bölcsészettudományi Kar, Történelemtudományi Doktori Iskola, Budapest, 2014

### Könyvfejezet
- Görög-Staub Károly – Patay Géza: Wekerle Sándor. Budapest, Helikon Kiadó, 2011. 270–294. A kötetben szereplő személyek életrajzai.
- Újat mondani Wekerle Sándor életéről. A Wekerle-biográfia lehetőségei és nehézségei. In: Személyiség és történelem – A történelmi személyiség. A történeti életrajz módszertani kérdései. Szerkesztette: Vonyó József. Budapest–Pécs, Kronosz Kiadó; Magyar Történelmi Társulat; Állambiztonsági Szolgálatok Történeti Levéltára, 2017. 475–491.

### Szakcikkek
- Ezüst vagy arany? Rendszerváltás a magyar pénzügyekben, az 1892. évi valutareform nemzetközi előzményei. In Rendszerváltások. Első Század tudományos folyóirat – különszám. Az Eötvös Lóránd Tudományegyetem Bölcsészettudományi Kar Hallgatói Önkormányzatának kiadványa. Főszerkesztő: Faragó Gábor. Budapest, 2010. 23-54.
- Wekerle Sándor alakja a historiográfiában. In: Visszatekintés a 19–20. századra. ELTE BTK. Új- és jelenkori magyar történeti program. Főszerkesztő: Erdődy Gábor. Szerkesztők: Cúthné Gyóni Eszter – Wirthné Diera Bernadett. ELTE Történelemtudományok Doktori Iskola, Új- és Jelenkori Magyar Történeti Program, Budapest, 2011. 33–47.
- Wekerle Sándor politikai karrierjének kezdeti szakasza – az államtitkárságtól a pénzügyminiszterségig. Gazdasági Élet és Társadalom. A Wekerle Sándor Üzleti Főiskola Tudományos Folyóirata. Szerkesztette: Fülöp Vince. Budapest, 2011. I-II. szám. 249–268.
- Adalékok az 1892. évi magyar valuta-enquête történetéhez. In Mából a tegnapról. Képek Magyarország 19. és 20. századi történetéből. Főszerkesztő: Erdődy Gábor, Szerkesztők: Cúthné Gyóni Eszter – Wirthné Diera Bernadett, ELTE Történelemtudományok Doktori Iskola Új- és Jelenkori Magyar Történeti Program, Budapest, 2012. 11–28.
- Kényszer, vagy praktikus megoldás? A Német Birodalom és az Osztrák–Magyar Monarchia együttműködése az osztrák veretű egyesületi tallérok forgalmon kívül helyezésében. In: Fons XXIII. 2016. 4. sz. 485–527.
- Az Osztrák–Magyar Bank és az 1892. évi valutareform előzményei. In: Történelmi Szemle, 2017. 1. szám LIX. évfolyam. 19–45.
- A Német Birodalom diplomatáinak jelentései az Osztrák–Magyar Monarchia valutareformjával kapcsolatban 1889–1893. In: Múltunk, LXII. évfolyam. 2017. 2. szám 162–202.
- Az osztrák pénzügyminiszterek szerepe a Monarchia 1892. évi valutareformjában. Julian Dunajewski vs. Emil Steinbach. In: VERITAS Évkönyv 2017. Szerkesztette: Ujváry Gábor. Budapest, Magyar Napló, 2018. 73–96.
- Wekerle Sándor a kései Tisza-kormány pénzügyminisztere. A Monarchia 1892. évi valutaszabályozásának előkészítése. In: Szerk.: A szükséges dolgokban legyen egység, a kétségesekben szabadság, mindenben pedig szeretet. Egri Lokálpatrióta Egylet, Eger, 2018. 99–123.
- A második Wekerle-kormány és az 1907. évi gazdasági kiegyezés. In: Szerk. Fodor Veronika–Gecsényi Patrícia–Hollósi Gábor–Kiss Dávid–Ráczné Baán Krisztina–Rácz János. ZINNER 70. Egy élet az (i)gazságszolgáltatás kutatásának szolgálatában. Budapest, Írott Szó Alapítvány–Magyar Napló, 2018. 157–166.

## Wekerle Sándorról megjelent magyar nyelvű publikációk
- Görög Staub Károly–Patay Géza: Wekerle Sándor (Helikon Kiadó, 2011)
- Svéhlik Csaba: Wekerle. Arckép világtörténelmi háttérrel (Wekerle Sándor Alapítvány, 2014)
- Zsugyel János: Wekerle Sándor életművéről, Polgári Szemle 2009/4 sz. https://polgariszemle.hu/archivum/48-2009-augusztus-5-evfolyam-4-szam/338-wekerle-sandor-eletmuverol

## Wekerle Sándorról elnevezett szakmai díjak
- Wekerle Sándor Díj (alapítva: 2004, Fejér Megyei Önkormányzat)
- Wekerle Sándor Kárpát-Medencei Gazdasági Díj (alapítva 2011, FMKIK)
- Wekerle Sándor Közgazdasági Életműdíj (alapítva 2013, Wekerle Sándor Alapítvány)
- Wekerle Sándor Tudományos Életműdíj (alapítva 2013, Wekerle Sándor Alapítvány)
- Fiatal szakemberek Wekerle Sándor innovációs díja (alapítva 2013, Wekerle Sándor Alapítvány)

## Wekerle Emlékbor vándordíj
Wekerle Sándor kultuszának ápolása a Móri Borvidéken a borkultúrával is összefonódott. 2011-ben Wekerle Cuvée néven 1.175 palack különleges bort készített a borvidék négy pincészete. 2018-tól a Wekerle Sándor Életművét Gondozó Kulturális és Tudományos Alapítvány Fenyves Péter móri polgármester kezdeményezésre Wekerle Emlékbor vándordíjat  alapított, amelyet a Móri Borvidék Szent-György heti borversenyén ítél oda legjobb bornak a szakmai és társadalmi zsűri. A borversenyt az alapítvánnyal közösen a Móri Borvidék Hegyközsége és a Brindisi Szent Lőrinc Borrend szervezi meg és bonyolítja le, ügyelve a szabályok betartására és a szakmai színvonal biztosításra. A vándordíj Mosberger Róbert Móron élő művész alkotása: szólófürtöt és kelyhet formázó bronz-márvány művészi kisplasztika. A díjat elnyerő borászat egy évre jogot szerez a nyertes borból 1.000 sorszámozott palack Wekerle Emlékbor néven történő forgalmazására. Archiválva 2021. január 20-i dátummal a Wayback Machine-ben

### Nyertes borok és borászatok
- 2018 év: generosa 2017 – Molnár Borház Kft. (94,2 pont, nagy arany minősítés)
- 2019. év: generosa gold 2018 – Molnár Borház Kft. (90,4 pont, arany minősítés)

## A Wekerletelep
Wekerle Sándorról kapta nevét a kispesti Wekerletelep nevű lakónegyed, ahol az ő pénzügyminiszteri kezdeményezésére indult meg a munkáslakások építése állami pénzből.